# Aeroportul Kipnuk
Aeroportul Kipnuk (IATA: KPN, ICAO: PAKI, FAA LID: IIK) este un aeroport din Alaska, Statele Unite ale Americii ce deservește zona Kipnuk⁠(d). Aeroportul a fost tranzitat în 2019 de 13.460 de pasageri. A fost numit după zona deservită.
Situat la o altitudine de 3 m, aeroportul dispune de 1 pistă. Este operat de Alaska Department of Transportation & Public Facilities⁠(d).

## Infrastructură

### Piste
Aeroportul dispune de o singură pistă. Pista 17/35 are suprafața de pietriș și dimensiunile 3.200 picioare × 60 picioare. 